# Malgasia comorana
Malgasia comorana är en insektsart som beskrevs av Lucien Chopard 1958. Malgasia comorana ingår i släktet Malgasia och familjen Mogoplistidae. Inga underarter finns listade i Catalogue of Life.